# DDR-Eishockeymeisterschaft 1955/56
Zur DDR-Eishockeymeisterschaft 1955/56 wurde neben der Oberliga und der 1. Liga eine weitere Spielklasse etabliert. Meister der Oberliga wurde erneut die SG Dynamo Weißwasser.

## Meistermannschaft
| SG Dynamo Weißwasser | Günther Katzur, Hans Mack – Wolfgang Blümel, Manfred Buder, Joachim Franke, Hans Frenzel, Horst Heinze, Willi Herrmann, Heinz Kuczera, Heinz Lachmann, Peter Lehnigk, Paul Mann, Wolfgang Nickel, Erich Novy, Günter Schischefski, Kurt Stürmer, Herbert Tschätsch |

## Oberliga
| Pl. | Verein                     | Sp.                                          | S                                            | U                                            | N                                            | Tore                                         | Punkte                                       |
| --- | -------------------------- | -------------------------------------------- | -------------------------------------------- | -------------------------------------------- | -------------------------------------------- | -------------------------------------------- | -------------------------------------------- |
| 1.  | SG Dynamo Weißwasser (M)   | 4                                            | 3                                            | –                                            | 1                                            | 38:11                                        | 06:02                                        |
| 2.  | SC Einheit Berlin          | 4                                            | 2                                            | –                                            | 2                                            | 16:31                                        | 04:04                                        |
| 3.  | SC Wismut Karl-Marx-Stadt  | 4                                            | 1                                            | –                                            | 3                                            | 11:23                                        | 02:06                                        |
| 4.  | HSG Wissenschaft HU Berlin | Mannschaft nach zwei Partien zurückgezogen 1 | Mannschaft nach zwei Partien zurückgezogen 1 | Mannschaft nach zwei Partien zurückgezogen 1 | Mannschaft nach zwei Partien zurückgezogen 1 | Mannschaft nach zwei Partien zurückgezogen 1 | Mannschaft nach zwei Partien zurückgezogen 1 |

| (M) | Titelverteidiger |

## 1. Liga
| Pl. | Verein                         | Sp. | S | U | N | Tore   | Punkte |
| --- | ------------------------------ | --- | - | - | - | ------ | ------ |
| 1.  | SC Motor Berlin (A)            | 10  | 9 | 1 | – | 73:017 | 19:01  |
| 2.  | SG Dynamo Rostock              | 10  | 7 | 1 | 2 | 42:019 | 15:05  |
| 3.  | SC Dynamo Berlin               | 10  | 6 | 2 | 2 | 92:032 | 14:06  |
| 4.  | BSG Aufbau Schönheide          | 10  | 3 | 1 | 6 | 43:059 | 07:13  |
| 5.  | BSG Turbine Crimmitschau (A)   | 10  | 1 | 2 | 7 | 23:052 | 04:16  |
| 6.  | HSG Wissenschaft KMU Leipzig 2 | 10  | – | 1 | 9 | 13:107 | 01:19  |

| (A) | Oberliga-Absteiger |

## 2. Liga

### Aufstiegsrunde zur 1. Liga
Die drei Staffelsieger ermittelten zwei Aufsteiger zur 1. Liga. Durch den Verzicht von Oberhof qualifizierten sich die Teams aus Dresden und Zittau für die kommende 1. Liga-Saison.
1. Runde
|                                                | Ergebnis |                                      |
| ---------------------------------------------- | -------- | ------------------------------------ |
| HSG Wissenschaft TH Dresden (Sieger Staffel 1) | 3:0      | BSG Empor Oberhof (Sieger Staffel 3) |
| BSG Lok Zittau (Sieger Staffel 2)              | n. a.    | BSG Empor Oberhof (Sieger Staffel 3) |
| HSG Wissenschaft TH Dresden (Sieger Staffel 1) | 33:0 3   | BSG Lok Zittau (Sieger Staffel 2)    |

### Vorrunde – Staffel 1
| Pl. | Verein                          | Sp. | S | U | N | Tore  | Punkte |
| --- | ------------------------------- | --- | - | - | - | ----- | ------ |
| 1.  | HSG Wissenschaft TH Dresden (A) | 5   | 4 | – | 1 | 29:11 | 08:02  |
| 2.  | BSG Wismut Wilkau-Haßlau        | 5   | 4 | – | 1 | 33:19 | 08:02  |
| 3.  | SC Traktor Oberwiesenthal (A)   | 5   | 3 | – | 2 | 27:20 | 06:04  |
| 4.  | HSG Wissenschaft DHfK Leipzig   | 5   | 2 | – | 3 | 28:25 | 04:06  |
| 5.  | BSG Wismut Eibenstock           | 5   | 1 | 1 | 3 | 15:28 | 03:07  |
| 6.  | BSG Einheit Dresden Süd         | 5   | – | 1 | 4 | 11:40 | 01:09  |

### Vorrunde – Staffel 2
| Pl. | Verein                | Sp. | S | U | N | Tore  | Punkte |
| --- | --------------------- | --- | - | - | - | ----- | ------ |
| 1.  | BSG Lok Zittau (A)    | 4   | 4 | – | – | 31:03 | 08:0   |
| 2.  | BSG Chemie Weißwasser | 4   | 3 | – | 1 | 18:07 | 06:02  |
| 3.  | BSG Stahl Stalinstadt | 4   | 2 | – | 2 | 14:29 | 04:04  |
| 4.  | BSG Motor Treptow     | 4   | 1 | – | 3 | 16:19 | 02:06  |
| 5.  | BSG Motor Hennigsdorf | 4   | – | – | 4 | 05:17 | 00:08  |

### Vorrunde – Staffel 3
| Pl. | Verein                   | Sp. | S | U | N | Tore  | Punkte |
| --- | ------------------------ | --- | - | - | - | ----- | ------ |
| 1.  | BSG Empor Oberhof 4 (A)  | 5   | 4 | 1 | – | 33:15 | 09:01  |
| 2.  | BSG Lokomotive Meiningen | 5   | 4 | – | 1 | 35:13 | 08:02  |
| 3.  | SG Dynamo Schierke 5 (A) | 5   | 3 | 1 | 1 | 25:19 | 07:03  |
| 4.  | BSG Fortschritt Apolda   | 5   | 2 | – | 3 | 24:30 | 04:06  |
| 5.  | BSG Motor Fermersleben   | 5   | – | 1 | 4 | 11:34 | 01:09  |
| 6.  | BSG Einheit Mitte Halle  | 5   | – | 1 | 4 | 14:31 | 01:09  |

| (A) | Liga-Absteiger |

Es ist nicht ersichtlich, warum Halle gegenüber Fermersleben bei besserem Torverhältnis auf den 6. Platz gesetzt wurde.

## Aufstiegsspiele zur 2. Liga 1956/57
Für die Liga-Aufstiegsrunde waren die 15 Bezirksmeister der DDR teilnahmeberechtigt, jedoch wurden nicht in allen Bezirken Meisterschaften ausgetragen bzw. hatten einige Teams zu spät gemeldet.
1. Runde
|                                               | Ergebnis |                                            |
| --------------------------------------------- | -------- | ------------------------------------------ |
| BSG Stahl Ilsenburg (Bez. Magdeburg)          |          | BSG Einheit Mitte Schwerin (Bez. Schwerin) |
| BSG Stahl Brotterode (Bez. Suhl)              | n. a.    | BSG Stahl Hettstedt (Bez. Halle)           |
| BSG Motor Weimar (Erfurt)                     | 64:3 6   | BSG Aktivist Werk Großzössen (Leipzig)     |
| BSG Motor Crimmitschau (Bez. Karl-Marx-Stadt) |          | BSG Einheit Zittau (Bez. Dresden)          |
| BSG Aktivist Knappenrode-Lohsa (Bez. Cottbus) | kampflos | (Bez. Gera)                                |

Komplette Spielansetzungen + Ergebnisse unvollständig.
2. Runde
|                        | Ergebnis |                     |
| ---------------------- | -------- | ------------------- |
| BSG Motor Crimmitschau |          | BSG Stahl Ilsenburg |

Aufgrund der schlechten Witterungsbedingungen wurden die Aufstiegsspiele im Juli 1956 abgebrochen und allen interessierten Bezirksmeistern ein Startrecht in der 2. Liga eingeräumt. Die BSG Motor Crimmitschau konnte davon allerdings nicht profitieren. Noch während der Aufstiegsrunde war den Crimmitschauern der Bezirksmeistertitel nachträglich aberkannt worden, da diese im entscheidenden Spiel gegen die BSG Wismut Annaberg drei Akteure ohne gültige Spielerlaubnis eingesetzt hatten. Während das Annaberger Team fortan den Platz des Karl-Marx-Städter Bezirksmeisters einnahm und somit in der kommenden Saison in der 2. Liga spielen durfte, musste Crimmitschau in der Bezirksliga verbleiben. Letztendlich stiegen folgende Mannschaften zur Saison 1956/57 in die 2. Liga auf:
- BSG Wismut Annaberg (Bez. Karl-Marx-Stadt)
- BSG Einheit Zittau (Bez. Dresden)
- BSG Aktivist Knappenrode-Losa  (Bez. Cottbus)
- BSG Motor Weimar (Bez. Erfurt)
- BSG Stahl Brotterode (Bez. Suhl)
- BSG Aktivist Werk Großzössen (Bez. Leipzig)
- BSG Stahl Ilsenburg (Bez. Magdeburg)